# تاريخ المغرب العسكري
التاريخ العسكري للمغرب يغطي فترات التاريخ الذي عاشه المغاربة وتخللته أحداث عسكرية، سواء في الأراضي التي تقع داخل حدود المغرب الحالي أو الأراضي التي حكمها المغاربة خلال فترة محددة.

## العصور القديمة

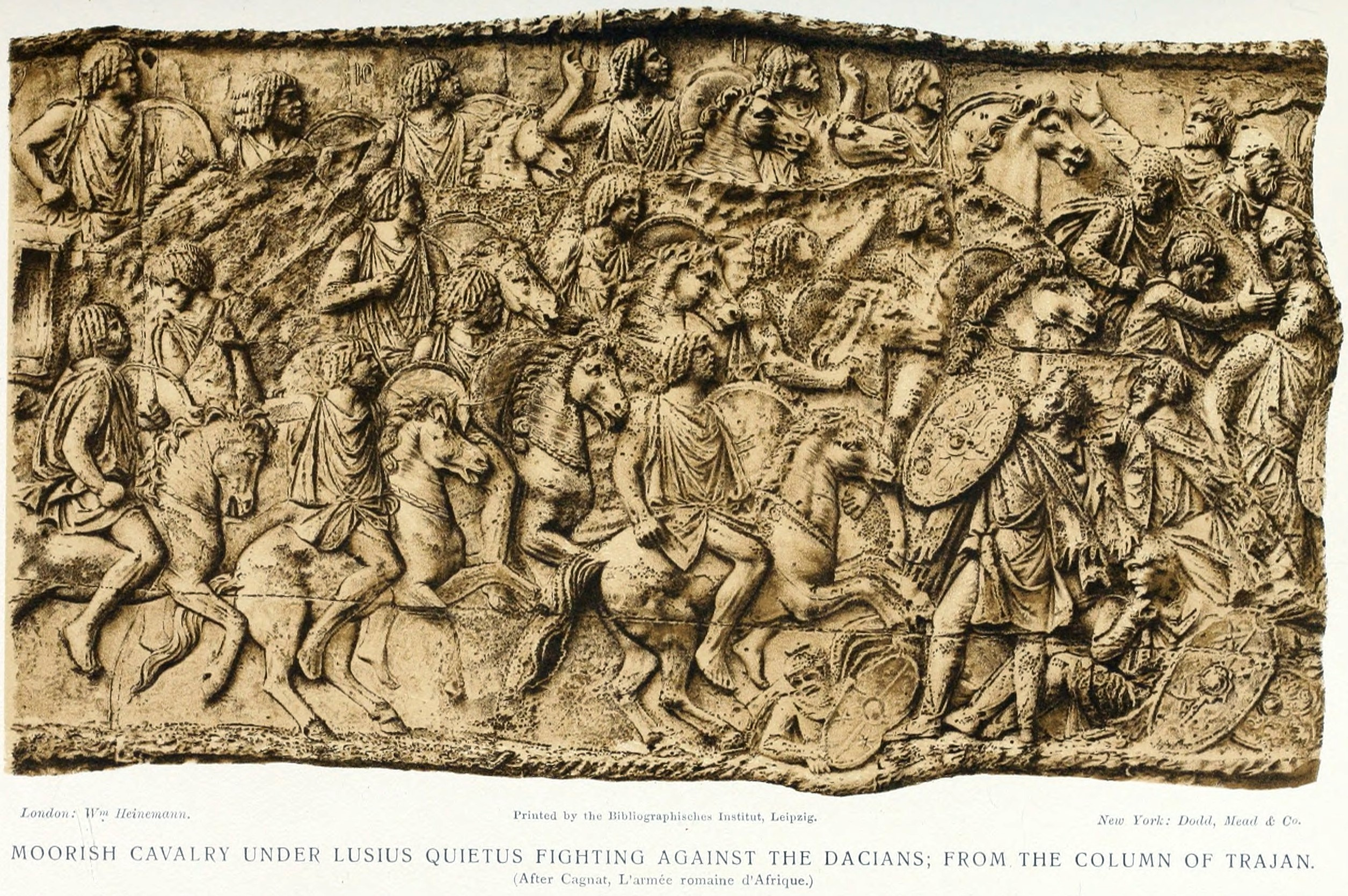
سلاح الفرسان الموريطني بقيادة لوسيوس كوييتوس خلال الحروب التراجانية الداقية، كما يظهر في عمود تراجان.

مملكة موريطنية هو الاسم اللاتيني لمملكة أمازيغية قديمة في شمال افريقيا امتدت من واد ملوية شرقًا إلى المحيط الأطلسي، ومن شمال المغرب، إلى جنوب جبال الأطلس. اتسعت الرقعة السياسية للمملكة موريطانية في عهد الملك الموريطاني بوكوس الأول على حساب جارتها نوميديا لتصل إلى وسط الجزائر الحالية ثم في عهد حكم بوكوس الثاني وبوغود لتصل لمدينة سرتا. عرف الموريطانيون لدى الرومان واليونانيين باسم الموريون (بالإنجليزية: Mauri).
سقطت مملكة موريطنية تحت الهيمنة الرومانية سنة 40 ميلادية بعدما أقدم الإمبراطور الروماني كاليغولا على اغتيال ابن خالته بطليموس، وبعد ثورة شرسة دامت أربع سنوات قادها أنصار بطليموس قسمت موريطنية إلى ولايتين («موريطنية الطنجية» و «موريطنية القيصرية») تحت السيادة الرومانية.
انضم الأمازيغ للعرب بعد حروب طويلة تزيد عن نصف قرن (647–709) واستطاع الأمويون نشر الإسلام بين الأمازيغ ثم تفاعلوا معهم وساعدوهم في غزواتهم ومن أبرز القادة الأمازيغ طارق ابن زياد، وهو القائد الذي فتح الأندلس والذي سمي مضيق جبل طارق نسبة إليه.
قام السكان المحليون بطرد الأمويين من المغرب في ما يُطلق عليه تاريخيا ثورة البربر سنة 740 وأسسوا إمارات مستقلة. غالبية السكان الجدد في الأندلس كانوا من الموريين، والمور مطلح يُشار به إلى سكان شمال أفريقيا الذين شكلوا أساس الحضارة الإسلامية في الأندلس التي خضعت لحكم سلالات المرابطين والموحدين.

## عصر الموحدين
نظم الموحدون جيشهم تنظيما جديدا يتفق وخطتهم السياسية والمذهبية، فقد كانوا يعملون على تجميع أقطار المنطقة المغاربية تحت حكومة واحدة، وهذا يقتضي إعداد قوات مسلحة كثيرة العدد، وطمحوا إلى إقرار مذهب فقهي جديد يستمد أصوله من مذاهب اسلامية مختلفة وعلى الخصوص المذهب الظاهري، وكان أملهم الذي حاولوا تحقيقه بمختلف الوسائل أن يقروا في مختلف ربوع المنطقة المغاربية هذا المذهب الجديد لعله يشكل عنصرا فعالا في تحقيق الوحدة، ومهما كانت النتائج التي ترتبت عن هذه المحاولات، فلا شك ان العناية بالتنظيم العسكري قد سهلت بالفعل تقاربا كبيرا بين أقطار المنطقة المغاربية في ميادين كثيرة.

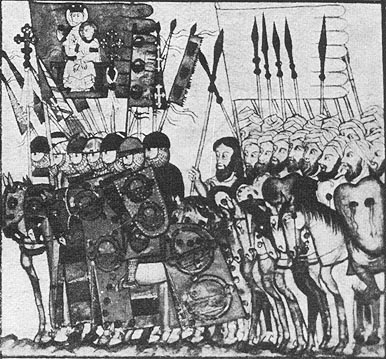
لوحة فنية تجسد الجيش الموحدي في معركة مراكش

لقد أقر الموحدون في جيشهم كل العناصر التي سبق ان عملت في صفوف المرابطين حتى أنه كان في هذا الجيش عدد كبير من المرابطين أنفسهم ممن اخلصوا للدولة الجديدة كل الإخلاص، وهناك عنصر آخر هو الغز الذين قدموا في عهد المنصور عن طريق مصر، وهم أسلاف الأكراد الذين عرفوا بشدة بأسهم في الجهاد، وهم بالتالي من أعقاب الآشوريين الذين كان يضرب بهم المثل في النضال المستميت والقسوة في الميدان العسكري.
اشتمل الجيش المغربي في هذا العهد أساسا على عناصر وطنية من المصامدة وصنهاجة وزناتة، فضلا عن العرب المستقدمين من أفريقية والقاطنين بالمنطقة المغاربية، والسودان والغز والروم، كان للروم شأن يذكر في تاريخ الموحدين وقد بلغ عددهم اثنا عشر الفا أيام المأمون الذي كان أول من ألغى المذهب الظاهري وأعاد اقرار مذهب مالك بالمغرب.
اشتهر عن الجيش المغربي بهذا العهد كثرة الاستعراضات التي كان يقوم بها خصوصا قبل السير في الميدان وبعد الظفر في المعارك، مما كان يتيح لأفراد الشعب أن يشاهدوا عن كتب مبلغ القوة العسكرية التي تحافظ على سلامة البلاد في الداخل وتسجل لها مزيدا من الأمجاد في الخارج، وكان الاستعراض منظما. إذ تتعاقب فيه الكتائب حسب ترتيب معين وتتقدمه كوكبة موسيقية تبلغ المائتين.
حافظ الموحدون على خطة النظام القبلي فكان لكل مجموعة قبلية قائدها الخاص والجميع يعملون في إطار الجيش كوحدة متكاملة لقيادة عسكرية ومجلس حربي يرأسه السلطان، ويتداول أعضاؤه من أمراء الدولة وأركان الجيش حول الشؤون العسكرية الرئيسية خصوصا إقرار السلم أو الحرب.
وكانت قيادة الجيش العامة توكل إلى قائد من الأسرة الحاكمة أو من ذرية ابي حفص الهنتاني وأسرة هذا الأخير هي التي أنشات دولة تتمتع باستقلال ذاتي في تونس ثم بلغ من قوتها أن كانت تتدخل في شؤون المغرب أيام بني مرين وكان البياض شعار الموحدين في زيهم سواء في الزي أو رايات الجيش أو الدولة، وكان ذلك كمخالفة للمرابطين الذين كانوا يستعملون السواد مراعاة للعباسيين الذين اعترف المرابطون بسلطتهم الرمزية.

## عصر المرينيين

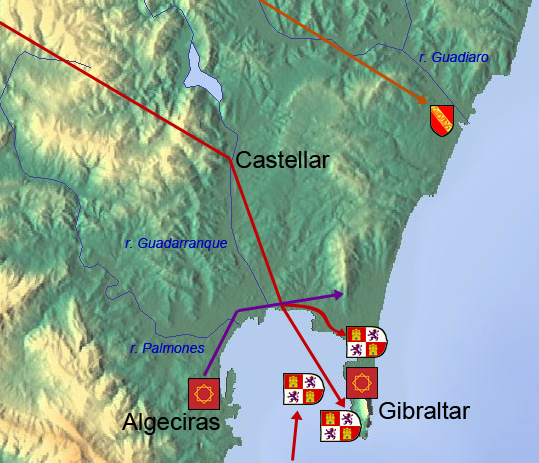
التحركات العسكرية خلال حصار جبل طارق الرابع، الذي أعقب حصار جبل طارق الثالث من نفس السنة 1333.

في العصر المريني تقوى العنصر العربي في الجيش المغربي إلى جانب العناصر الأخرى التي عملت سابقا في صفوف الموحدين.
وكانت العناصر الأجنبية تتكون أساسا من الغز المسيحيين، وعددها يناهز العشرة آلاف بينهم حوالي 1550 فارس من الأغزاز و 500 قواس وأربعة آلاف من المسيحيين فضلا عن نواة للحرس الأسود.
كان الجيش إذا خرج للقتال أُقيم لذلك بمحضر السلطات احتفال فخم، فتصحبه الدواب الملبسة بالديباج والقباب المزينة، وجرت العادة بأن تصحب كتائب الجيش مجموعة من الفتيات والنساء يجلسن داخل هوادج، حتى يحمسن الرجال ويثرن غيرتهم على الحريم فيضطرون إلى التضحية حتى النهاية فداء لهن.
ولم يشذ المرينيون عن اتباع العادة التي سبق ان سلكها قبلهم المرابطون والموحدون إثر الانتصار في المعارك، حيث تجمع رؤوس الاعداد كتلة واحدة بعضها فوق بعض، ثم يقام عليها الاذان ويصلي المسلمون عن كتب منها، وتقضي واجبات الجهاد بتخصيص سهم واحد للرجال عند تقسيم الغنائم وسهمين للفارس، بعد استخراج الخمس لبيت المال، كالمعركة التي قتل فيها ذونونة، حصل فيها الجيش المغربي على مائة رأس من البقر، وأما الغنم فلا تحصى، وبالرغم مما يبدو في هذا التعداد من مبالغة مفرطة، فان الجيوش المسيحية كانت تسير إلى الميدان عادة وهي محملة بمؤن وافرة، مما كان يعوق تحركاتها.

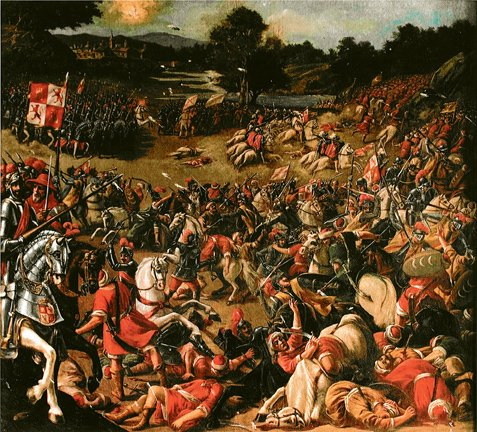
لوحة من القرن السابع عشر تمثل معركة طريف.

تقدم بعض العطايا للجيش قبل القتال تشجيعا له، وكثيرا ما يصحب السلطان معه مجموعة من العلماء والادباء أثناء تنقلاته الحربية، كما اشتهر عن أبي الحسن الذي صحب إلى أفريقية نجو اربعمائة عالم واديب غرق اكثرهم عند الرجوع.
يتم عرض الجنود عند القتال باستعراضهم عند الانتصار والدخول رسميا إلى بلد ثم فتحه، وكان هناك مجلس رسمي للعرض يعقد يومي الاثنين والخميس يخصص كذلك للمظالم واستقبال السفراء، وموقعه برج الذهب ببستان المسرة خارج فاس الجديد.
أما عمليات الحصار فكان بنو مرين يحشدون لها الفنيين والعمال ويضيقون بها على أعدائهم مدة طويلة حتى يضطروهم إلى الاستسلام في الغالب، فقد حاصر أبو الحسن تلمسان مدة عامين حتى اختط بقربها مدينة سماها المنصورة وأحاط البلد المحاصر بخندق وسور جديد ونصب المجانيق والآلات واستكثر من الأبراج إلى ان تمكن من فتح تلمسان واستعمل المرينييون نفس الأسلحة الحربية المعروفة قبلهم، حيث استخدموا المنجنيقات والسيوف والنبال، واستعملوا كذلك الرعادت، واستخدموا في موسيقاهم العسكرية الأبواق والطبول والطنابير وكان قتال الجيش المغربي في عهد الدولة عنيفا، فقد روى بعض المؤرخين أن عشرة آلاف فارس مغربي اشترك في معركة ريو سلادو حتى ابتلت دروعهم بالدماء، وكانوا يتصافون أثناء القتال ويطعنون بسيوفهم بمنتهى الشدة، وهي صفات مشابهة للفترات السابقة من التاريخ المغربي قبل الإسلام حسب ما رواه مؤرخون من الرومان وكانوا شاهدي عيان عليه.

## عصر السعديين

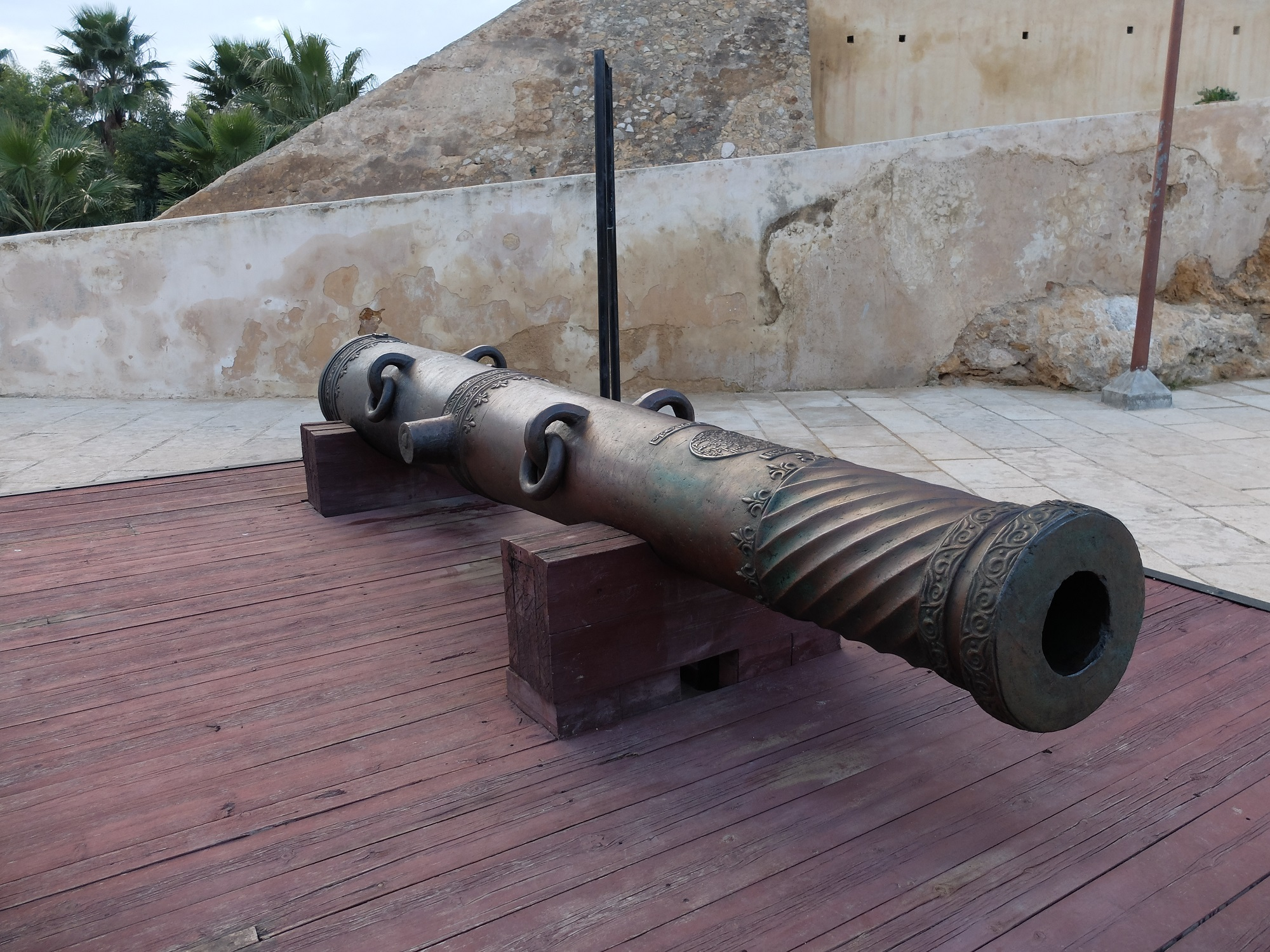
مدفع ميمونة هو أكبر مدفع صنعه المغاربة، بلغ طوله 5 أمتار ووزن يصل لـ 12 طنا من النحاس الخالص وبمدى يبلغ 1000 متر.

كانت ترتكز السياسة المغربية خلال القرنين السادس عشر والسابع عشر على خلق نوع من التوازن الدولي.
بدأت أولى الاتصالات مع الدولة العثمانية في القرن السادس عشر، حيث أصبح العثمانيون أقوياء جدا بعد
سقوط تلمسان (1517) سقوط الجزائر (1516) ثم الاستيلاء عليها مرة أخرى بصفة نهائية في سقوط الجزائر (1529)، مقتربين تدريجيا من مناطق نفوذ الدولة المغربية. بعد سقوط تلمسان (1517)، قام سلطان تلمسان بالهروب إلى فاس في المغرب لطلب اللجوء. وقد كان العثمانيون يقاتلون في شمال أفريقيا بصفتهم أعداء إسبانيا الكاثوليكية وفي نفس الوقت كانت سلالة السعديين قد أحرزت انتصارات هامة على البرتغاليين الذين اضطروا إلى الانسحاب من الجنوب المغربي، خاصة في أكادير سنة 1514، لتنجح سلالة السعديون فيما بعد بالإطاحة بسلالة الوطاسيين شمال المغرب وإعادة توحيد المغرب تحت سلطة واحدة.
وقد كان السعديون يعتبرون العثمانيين أدنى مرتبة: من الناحية الدينية، السعديون كانوا يعتبرون من سلالة الرسول، كونهم أشراف، وكان العثمانيون مجرد معتنقين جدد للدين الإسلامي بالمقارنة.
قام السلطان محمد الشيخ بحشد 30,000 رجل، بقيادة ابنه محمد الحران، وقام بغزو مدينة تلمسان سنة 1551، واصلت الجيوش المغربية تقدمها إلى قلعة العثمانيين مستغانم المحصنة، لكنهم فشلوا في الاستيلاء على المدينة. بهذه المناسبة، قام أمير بنو رشيد، والذي كان يحارب العثمانيين لمدة 30 سنة، بالوقوف معهم ضد السعديين وقام بتزويدهم بالكتائب. نجح العثمانيون في صد الهجوم السعدي بقوة مؤلفة من الكتائب القبلية والإنكشارية العثمانية بقيادة حسن كوسرو، قام العثمانيون فيما بعد باسترداد مدينة تلمسان من المغاربة ووضعوا حاكما عثمانيا على المحمية.
سنة 1552 حاول السلطان سليمان القانوني التقرب دبلوماسيا من السعديين، وألقى اللائمة على حسن باشا في حدوث النزاع، وقام بإزالته من حكم إيالة الجزائر، واستبداله بصالح ريس الذي قام -بعد رفض السلطان المغربي التعاون مع العثمانيين- بمحاولة لاحتلال مدينة فاس سنة 1554 انتهت بثورة أهلية.
| تاريخ المغرب العسكري                                                   | سلم على أمير القوارب سلطانك وقل له أن سلطان الغرب لابد أن ينازعك على محمل مصر ويكون قتاله معك عليه إن شاء الله ويأتيك إلى مصر والسلام. | تاريخ المغرب العسكري |
| — جواب من السلطان محمد الشيخ إلى رسول السلطان العثماني سليمان القانوني | |                      |

قام القائد العثماني حسن باشا بتدبير محاولة اغتيال ناجحة للسلطان محمد الشيخ -والذي قام بإنشاء حلف مع إسبانيا ضد العثمانيين- في أكتوبر 1557. ثم قام بمحاولة لغزو المغرب سنة 1558 انتهت بانتصار القوات المغربية في معركة وادي اللبن بقيادة السلطان عبد الله الغالب ورجوع الجيش العثماني إلى وهران، هذه الأحداث أدت إلى تماسك وطني في المغرب واحترام للاستقلال المغربي من طرف العثمانيين مما أدى إلى تحسن العلاقات.

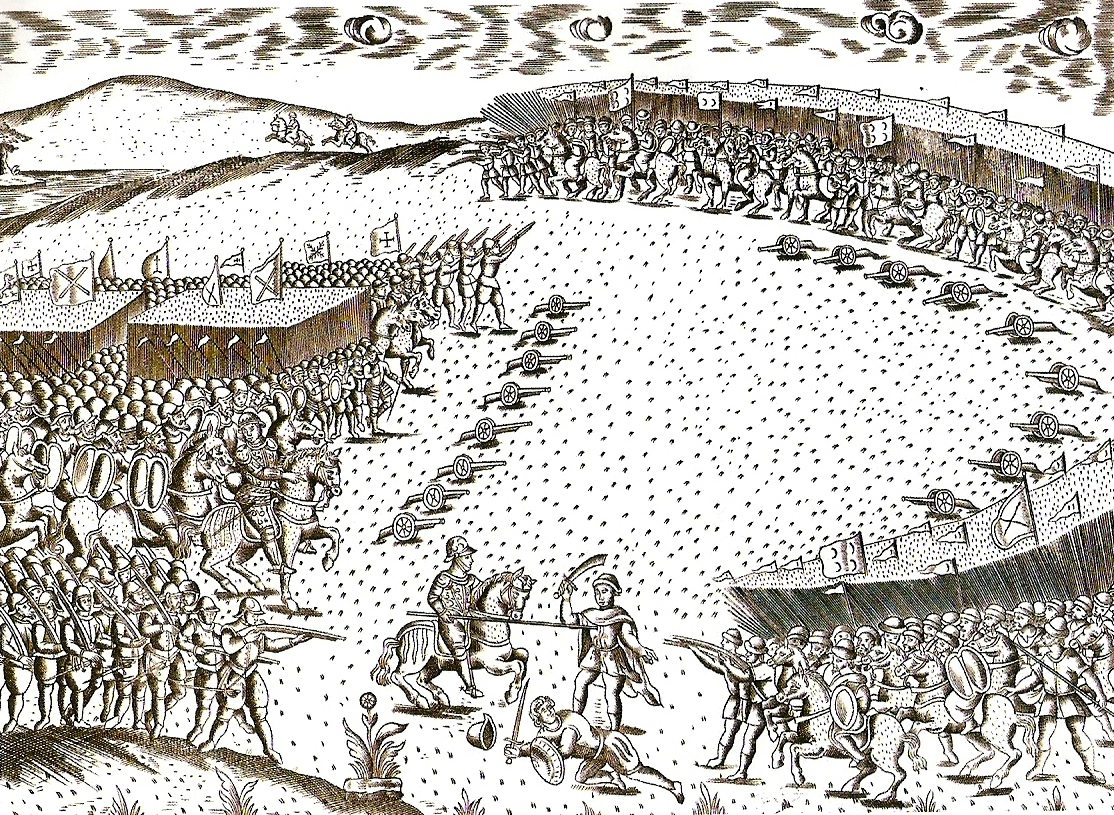
معركة وادي المخازن عام 1578 بين الدولة المغربية في يمين الصورة والإمبراطورية البرتغالية في يسار الصورة.

قامت الدولة العثمانية بالتدخل في نزاع مغربي داخلي حول السلطة لتؤيد عسكريا عبد الملك الأول السعدي في الحصول على عرش المغرب ضد ابن أخيه ومنافسه محمد المتوكل فيما يعرف بالاستيلاء على فاس سنة 1576 والتي انتهت عن طريق التفاوض بانسحاب الكتائب العثمانية مقابل قدر كبير من الذهب، هذا الأخير قام باللجوء إلى الإمبراطورية البرتغالية مما أدى إلى نزاع مسلح بينها وبين الدولة المغربية انتهت بانتصار القوات المغربية في معركة وادي المخازن سنة 1578 وقيام إسبانيا باحتلال البرتغال. قام السلطان العثماني مراد الثالث ببعث رسالة إلى السلطان المغربي أحمد المنصور سنة 1580 يدعوه فيها إلى الهجوم على الدولتين:
| تاريخ المغرب العسكري                                            | فلما وصل بمسامعنا الشريفة ومشاعرنا الحقانية المنيفة خبر طاغية قشتالة وأنه احتوى على سلطنة برتغالي، أو كاد وأنه جعل أهلها في الأغلال والأصفاد، وأنه لكم جار وعدو مضرار حركتنا الحمية الإسلامية . لإظهار الألفة الأزلية أن تتخذ عهدا وتؤكد أن المملكتين محروستا الجوانب ونعلق العهد بالكعبة . فإذا تم هذا الشأن . نوجه لكم ثلاثمائة غرابا سلطانية وجيش عز ونصر وكماه عثمانية تستفتح بها إنشاء الله بلاد الأندلس. | تاريخ المغرب العسكري |
| — السلطان العثماني مراد الثالث إلى السلطان المغربي أحمد المنصور | |                      |

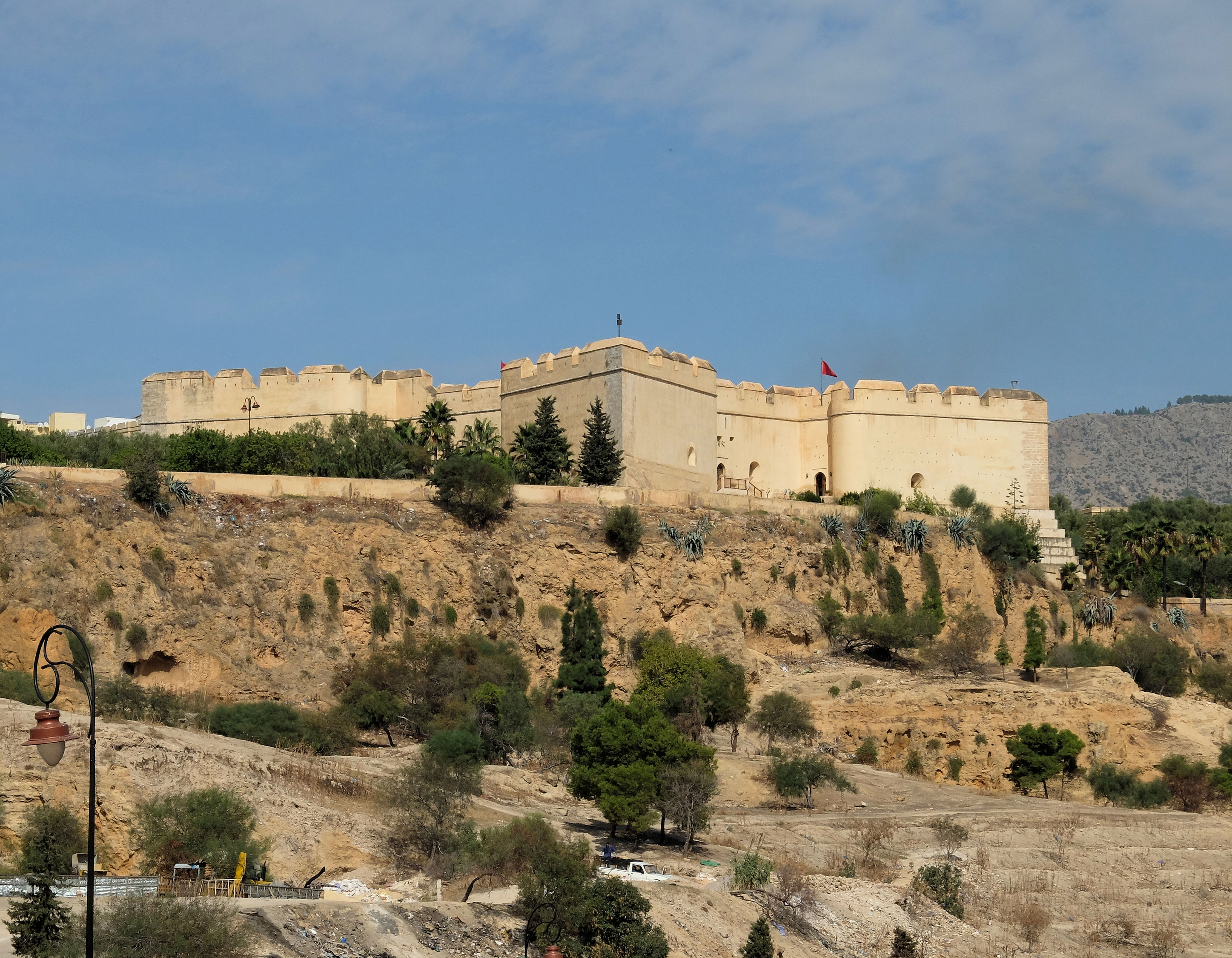
البرج الشمالي بمدينة فاس هو جزء من الطوق الدفاعي التي تم بناؤه سنة 1582.

إلا أنه في الواقع، قام السلطان مراد الثالث بإعطاء الأوامر لقائد الأسطول قلج علي يأمره بالتجهيز لحملة عسكرية ضد المغرب بهدف ضمه للدولة العثمانية سنة 1581، ردا على ذلك قام أحمد المنصور بحشد الجنود على الحدود الشرقية واستعدت القوات المغربية لصد الهجوم العثماني كما قام باتفاقية عسكرية مع إسبانيا، مما أدى بالسلطان العثماني إلى التراجع والقبول بالأمر الواقع. قام السلطان المغربي أحمد المنصور ببناء طوق دفاعي لحماية مدينة فاس من التهديدات الأجنبية سنة 1582 ويعتبر البرج الشمالي من أهم حصونه.

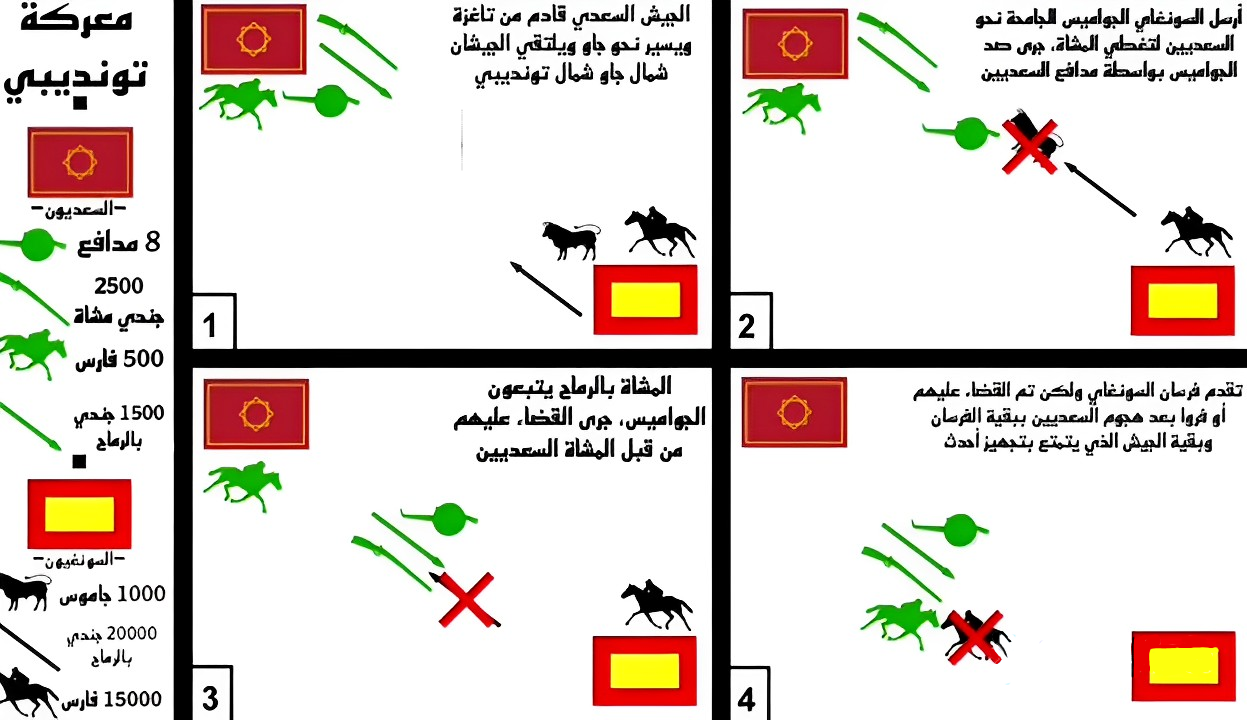
سير الأحداث خلال معركة تونديبي سنة 1591.

باتجاه الجنوب وتحديدا في غرب أفريقيا، كانت معركة تونبيدي سنة 1591 المواجهة الحاسمة أثناء غزو المغرب لإمبراطورية السونغاي في القرن السادس عشر (الحرب المغربية السونغية). رغم الفرق العددي الكبير لصالح جيش السونغاي، القوات المغربية تحت قيادة جودر باشا استطاعت هزم حاكم إمبراطورية سونغاي أسكيا إسحاق الثاني، مما أدى إلى انهيار الإمبراطورية.
باشوية تمبكتو الواقعة في غرب أفريقيا هو اسم لإحدى ولايات الدولة المغربية خلال فترة حكم السعديين ومن بعدهم العلويين، وعاصمة إدارتها هي تمبكتو. بحلول منتصف القرن الثامن عشر، أصبحت باشوية تمبكتو في حالة ضعف كامل. في حوالي عام 1770، استولى الطوارق على غاو، وفي عام 1787 دخلوا تمبكتو وجعلوا الباشوية تابعة لهم.

## عصر العلويين

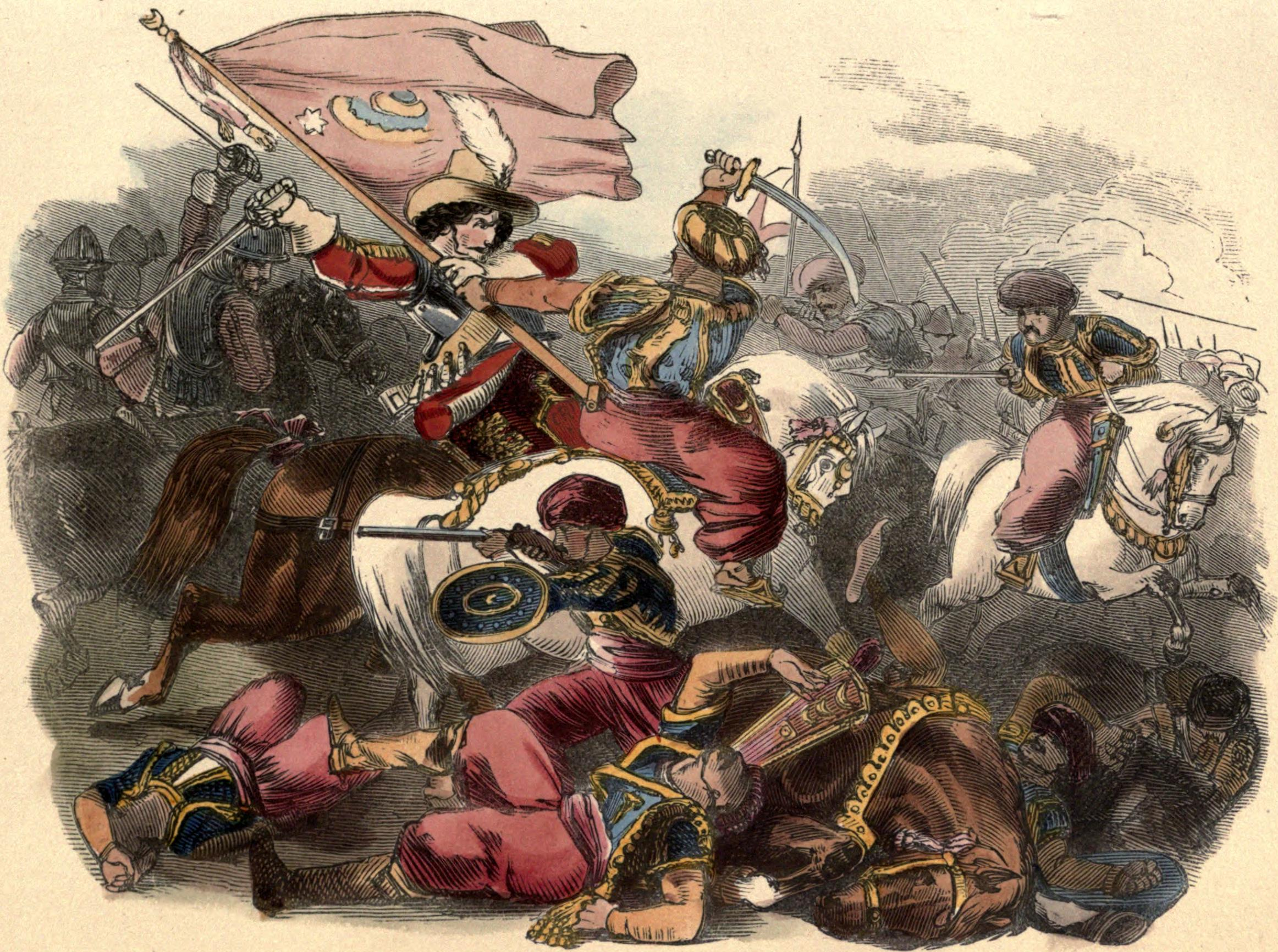
معركة طنجة بين المغاربة والإنجليز سنة 1664.

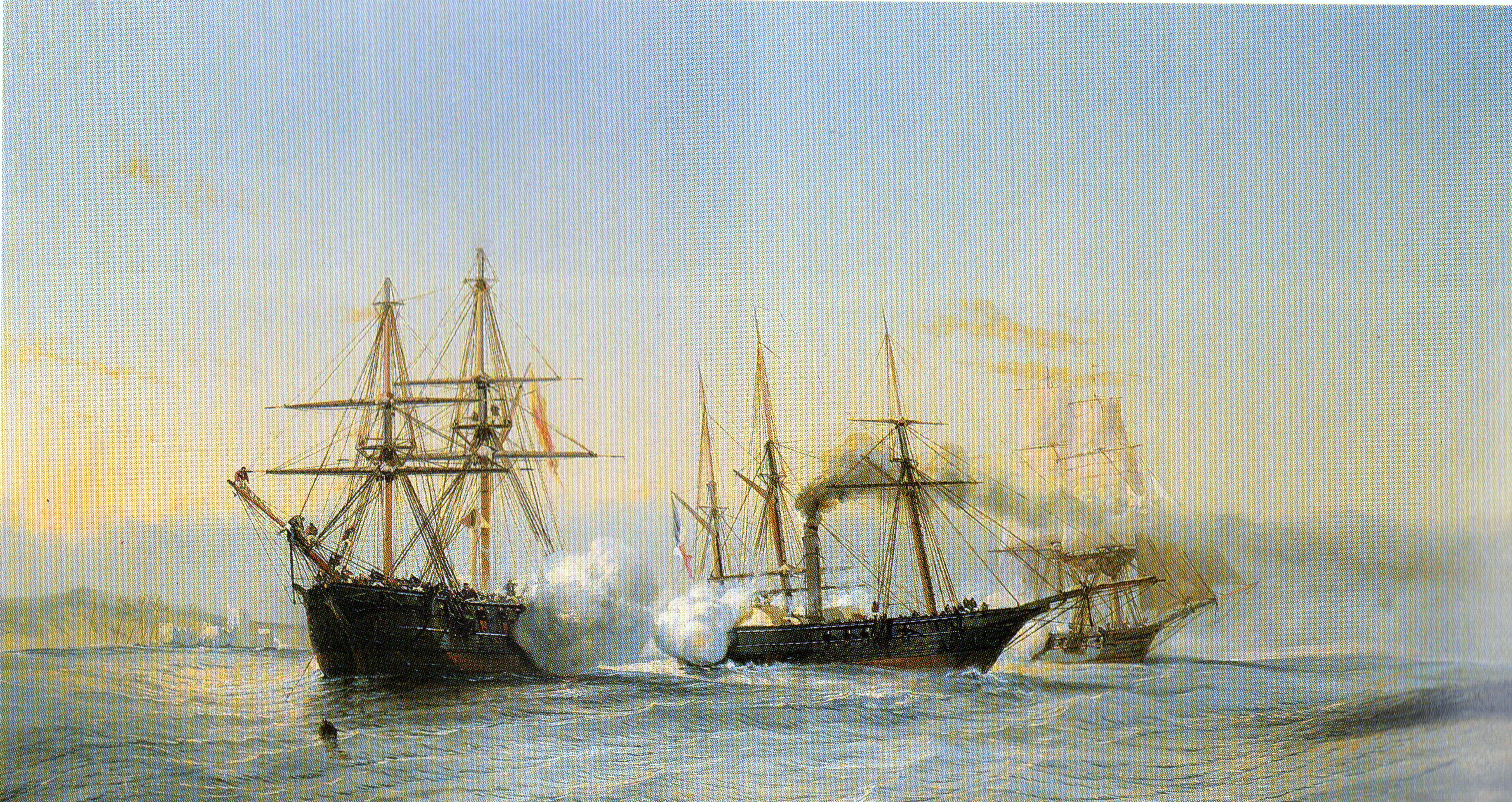
معركة بحرية بين 2 سفن مغربية وسفينة فرنسية أثناء معركة الصويرة سنة 1844.

معركة تطوان سنة 1860.

في عام 1684 استرد السلطان إسماعيل بن علي الشريف مدينة طنجة من الإنكليز، وأخذ يعمل على توحيد جميع المدن المغربية في مملكة واحدة، على الرغم من معارضة بعض القبائل. كانت المغرب من أول الدول التي اعترفت بالولايات المتحدة كدولة مستقلة عام 1787. وعند بداية الثورة الأمريكية، كانت السفن التجارية التابعة للولايات المتحدة كثيرًا ما تتعرض لهجمات القراصنة البربر في المحيط الأطلسي، فأعلن السلطان محمد الثالث أن جميع السفن التجارية الأمريكية تحظى بحماية السلطنة وأنها ستحظى بالحماية عند إبحارها بالمياه الإقليمية المغربية. تعدّ معاهدة الصداقة المغربية الأمريكية التي أبرمت في ديسمبر من سنة 1777 من أقدم معاهدات الصداقة المستمرة التي أبرمتها الولايات المتحدة.
في بدايات القرن العشرين وبعد فشل الإصلاحات التي هدفت إلى تحديث الدولة والعديد من المشاكل الاقتصادية والأزمات الداخلية والخارجية بعثت فرنسا بجيشها إلى الدار البيضاء في أغسطس 1907، واضطر السلطان عبد الحفيظ لتوقيع معاهدة فاس سنة 1912، حيث فرض على المغرب نوع من الحماية جعلت أراضيه تحت سيطرة فرنسا وإسبانيا بحسب ما تقرر في مؤتمر الجزيرة الخضراء بتاريخ 7 أبريل من عام 1906؛ وقتها أصبح لإسبانيا مناطق نفوذ في شمال المغرب، أي في الريف، وجنوبه، أي في إفني وطرفاية، أما باقي المناطق بالمغرب فقد كانت تحت سيطرة فرنسا، وفي عام 1923 تم توقيع بروتوكول طنجة وأصبحت طنجة منطقة دولية.

## المرحلة المعاصرة
تم إنشاء القوات المسلحة الملكية المغربية يوم 14 مايو من سنة 1956، وذلك عقب حصول المغرب على الاستقلال من الحماية الفرنسية، وقد تشكلت من أربعة عشر ألف فرد من المغاربة الذين خدمو بالجيش الفرنسي ( القوات المساعدة حاليا ) وعشرة آلاف فرد من القوات المسلحة الإسبانية إضافة إلى خمسة آلاف مقاتل من جيش التحرير، وقد بقي حوالي ألفي ضابط وضابط صف من الجيش الفرنسي في عقود قصيرة المدى بالمغرب حتى تخرج العدد الكافي من الضباط المغاربة، وفي سنة 1960 تم تأسيس البحرية الملكية المغربية.
وقد عرفت قيادة الجيش المغربي عدة تغيرات منذ نشأته سنة 1956 إلى الآن خصوصا بعد الإنقلاب الفاشل الذي نظمه الجنرال محمد أوفقير الذي كان يشغل حينها منصب وزير الدفاع سنة 1972 بحيث تم إلغاء هذه الحقيبة الوزارية وأصبح الملك هو القائد الأعلى ورئيس أركان الجيش وينوب عن القائد الأعلى للقوات المسلحة ما يسمى ب«المفتش» على سبيل المثال المفتش العام للقوات الجوية، المفتش العام للقوات البحرية وهكذا، أما هيئة الأركان فتتشعب عنها ما يسمى بـ «المكاتب».
وقد شرعت القيادة العليا في تكوين الضباط في مختلف المعاهد العسكرية الوطنية والأجنبية كالأكاديمية الملكية العسكرية بمكناس، وتزويد مختلف وحدات القوات المسلحة الملكية البرية والبحرية والجوية بالأسلحة العصرية وفي إصلاح نظامها وتطوير قيادتها وتجهيز المرافق التابعة لها كالدرك الملكي والمجلس الأعلى للدفاع الوطني والمحكمة العسكرية.

### الحرب العالمية الثانية

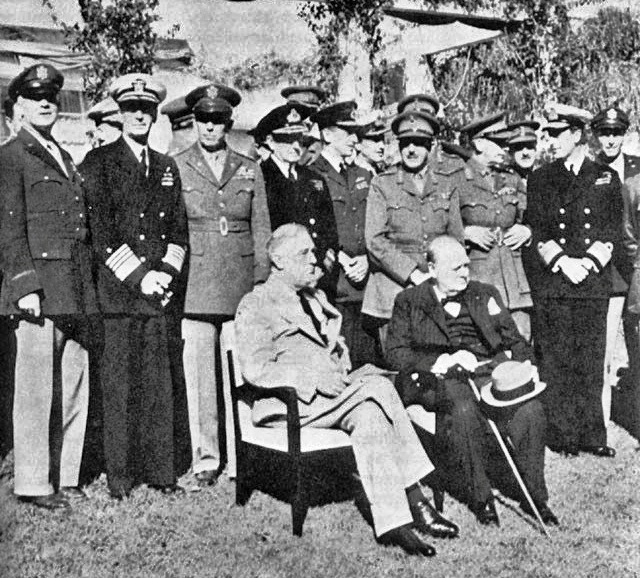
لقاء آنفا (1943)، اجتماع الرئيس فرانكلين روزفلت والوزير الأول ونستون تشرشل في الدار البيضاء.

ساهم المغرب إلى جانب الحلفاء وخاصة فرنسا لتصدي إلى الديكتاتوريات الفاشية الإيطالية والنازية الألمانية، وتتجلى أسباب تلك المشاركة في دعوة السلطان محمد بن يوسف (محمد الخامس) الشعب المغربي إلى مؤازرة فرنسا ماديا وعسكريا مباشرة بعد اندلاع الحرب العالمية الثانية·
يرجع سبب مساندة السلطان لفرنسا والحلفاء إلى أن المغرب كان في تلك الفترة تحت الحماية الفرنسية وإيمان المغرب بقيم السلم والتحرر والسيادة بعد الحرب ونتيجة لذلك قام عدد كبير من المغاربة للاستجابة لدعوة الملك محمد الخامس للانخراط في تحرير فرنسا من الغزو النازي، وناهز عدد المغاربة الذين انضموا للجيش الفرنسي خلال الفترة الممتدة ما بين 1942 ونهاية الحرب العالمية الثانية في 1945، زهاء 85 ألف محارب إلى جانب الجنود الفرنسيين حيث سقط خلال هذه الحرب 15 ألف قتيل في معارك شمال أفريقيا وأوروبا، وقد كان المغرب قاعدة إستراتيجية لانطلاق العمليات العسكرية في منطقة البحر الأبيض المتوسط لصد الجيوش الألمانية والإيطالية، وفي هذا الإطار نزلت قوات الحلفاء بالسواحل المغربية بالدار البيضاء والمهدية في نوفمبر 1942، واستضافة المغرب لقاء أنفا في يناير 1943 كمساندة دبلوماسية للحلفاء ·
شارك الجنود المغاربة في جبهات مختلفة إلى جانب الحلفاء فحاربوا في صف واحد مع الجنود الفرنسية ضد إيطاليا وألمانيا فنجحوا في تحرير عدة مناطق لفرنسا منها مرسيليا وتولون، وبعد أيام قليلة من وصولهم إلى الحدود البلجيكية أتت بهم السلطات الفرنسية من المغرب خلال الفترة الاستعمارية، مستعينة بهم لوقف زحف الألمان عبر الأراضي البلجيكية نحو الشمال الفرنسي، وذلك بناء على معلومات وصلت للاستخبارات الفرنسية آنذاك، وصل المحاربين المغاربة إلى حدود بلجيكا في 1940، وساروا على أقدامهم، ووصلوا إلى مكان المعركة، وحاصروا الألمان ثلاثة أيام في، وخاضوا معهم حرب شوارع أشاد بها الجميع وقدكانت أهم المناطق التي أرسل إليها الجنود المغاربة لمواجهة القوات الألمانية والإيطالية هي فرنسا وبلجيكا وهولندا. وفقد المغرب عدة ضحايا في صفوف جنوده قتلى جرحى مفقودين. اثر مساهمته إلى جانب الحلفاء لتحرير اورويا من الدكتاتوريين الفاشية بإيطاليا والنازية بألمانيا:
| تاريخ المغرب العسكري | الذين قتلوا في هذه الحرب سقطوا دفاعا عن الحرية والكرامة لمجتمع يراد أن تسوده الحرية والتسامح ودفاعا عن الأجيال الجديدة | تاريخ المغرب العسكري |

### حرب إفني

جنود من جيش التحرير على الجبهة في حرب إفني.

حرب إفني هي حرب أعلنها المغرب ضد الجيش الإسباني والفرنسي في أكتوبر 1957 واستمرت إلى غاية أبريل 1958، بعد عام واحد من استقلال المغرب. وتم بموجبها استرجاع رأس جوبي (طرفاية) إلى المغرب.
بدأت المقاومة في أكتوبر 1957 وكانت عبارة عن سلسلة من الهجمات في الصحراء المغربية قام بها مقاومون مغاربة من المناطق التي استقلت للتو من الحماية بالمشاركة مع صحراويي المنطقة، للمطالبة باسترجاع الأراضي التي كان الاحتلال الإسباني لا زال يحتلها آنذاك.
أدت الهجمات إلى دخول الجيش المغربي (جيش التحرير) رسميا الحرب ضد إسبانيا وذلك ببدء تنظيم صفوف المقاومين وقيادتهم؛ علاقات المغرب المضطربة مع فرنسا أدت إلى انضمام الجيش الفرنسي للحرب إلى جانب إسبانيا.

### حرب الرمال
في 14 أكتوبر 1963، قامت القوات المسلحة الملكية المغربية باسترجاع حاسي بيضة وتنجوب ودفعت بالقوات الجزائرية نحو طريق بشار-تندوف، هذا التدخل للقوات النظامية يشكل البداية الفعلية للنزاع
كان الجيش المغربي، المسير من طرف ادريس بن أوعمر مجهز جيدا بتجهيز غربي وممون على الدوام، أما القوات الجزائرية المسيرة من طرف هواري بومدين لها الخبرة في حرب العصابات والاعتماد على هجمات الكر والفر لكنها سيئة التجهيز والتي تشكلت مؤخرا من حرب العصابات في صفوف جبهة التحرير الوطني وتلقى تذبذبا في التموين، فكانت مواجهة غير متكافئة.

### حرب أكتوبر
سنة 1973، شاركت القوات المسلحة الملكية المغربية في حرب أكتوبر على جبهة الجولان بلواء مدرع مدعوم بدبابات سورية ومضادات طائرات
 ، وعلى الجبهة المصرية بلواء مشاة.
كانت القوات المغربية المشاركة في حرب أكتوبر جد متطورة تضم خيرة ضباط وجنود المدفعية المغربية الذين كان أغلبهم من ثكنة قصر السوق سابقا (الرشيدية حاليا) ومن «مدرسة الدارالبيضاء» بمكناس الشهيرة في التكوين العسكري للمدفعية، التجريدة المغربية بقيادة الجنرال عبد السلام الصفريوي.

### حرب الصحراء
في 11 ديسمبر 1975، وصلت القوات المغربية الأولى إلى العيون، واندلع القتال مع جبهة البوليساريو. في 20 ديسمبر، نجحت القوات الموريتانية في السيطرة على تشلة والكويرة، بعد أسبوعين من الحصار. في 27 يناير، اندلعت معركة أمغالا الأولى ومعركة أمغالا الثانية بين المغرب والجزائر مع جبهة البوليساريو.
في يناير 1976، قصفت القوات الجوية الملكية المغربية مخيمات للاجئين أيضا في الجزء الشمالي من الإقليم. في الشهر التالي، هاجمت الطائرات المغربية مخيمات اللاجئين في أم دريقة بالنابالم وقنابل الفوسفور الأبيض، مما أسفر عن مقتل الآلاف من المدنيين.
في 26 فبراير 1976، أعلنت إسبانيا رسميا انسحابها الكامل من المنطقة.

### حرب الخليج الثانية
سنة 1990، شاركت القوات المسلحة الملكية المغربية في حرب الخليج الثانية بـ 13 ألف جندي وتوزعت وحدات من الجيش المغربي بالمناطق الحدودية (السعودية العراقية) وساعدت الوحدات المغربية في تأمين المناطق المحررة في الكويت، وشاركت بعض الوحدات في العملية البرية رفقة الجيش السعودي.

### العمليات العسكرية ضد الحوثيين
سنة 2015، شاركت القوات الجوية الملكية المغربية ب 6 طائرات إف-16 فايتنغ فالكون نفدت عدة ضربات استهدفت مواقع للحوثيين ومخازن الذخيرة والسلاح .
أعلنت حكومة المغرب في 10 مايو فقدان إحدى طائراتها المشاركة في الغارات الجوية من نوع إف 16 مع قائدها. وبث التلفزيون اليمني تقرير يظهر حطام الطائرة التي تم إسقاطها في محافظة صعدة شمال اليمن.